# Phénylène

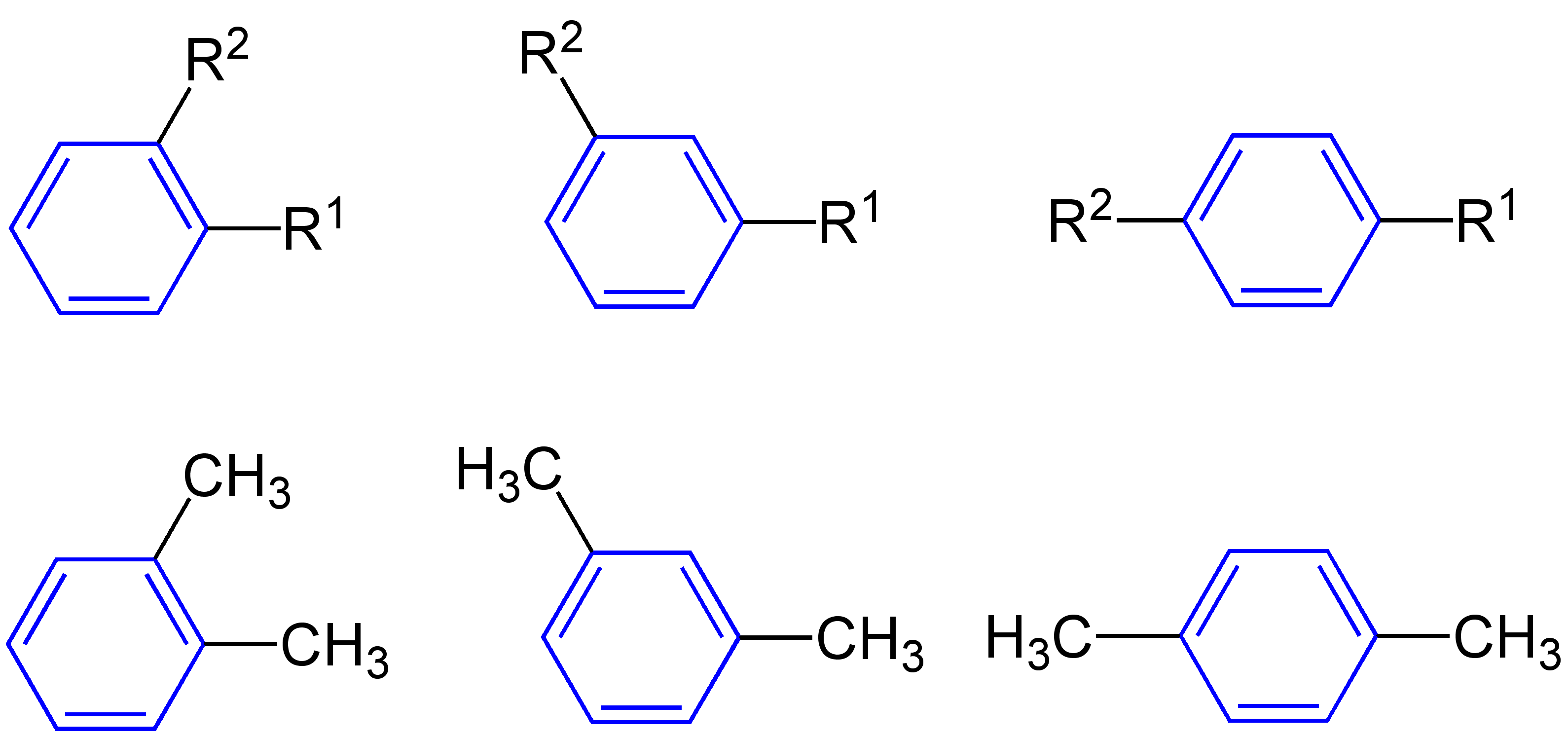
Groupe phénylène (en bleu) avec substituants R et R en positions ortho, méta et para (en haut), illustré par le xylène ortho, méta et para (en bas).

En chimie organique, un groupe phénylène est formé d'un cycle benzénique lié à deux substituants, de formule générale –C6H4–. Le xylène C6H4(CH3)2, l'acide hydroxybenzoïque C6H4(OH)(COOH) et le diaminobenzène C6H4(NH2)2 sont des exemples de composés comportant un groupe phénylène, qui peut être en configuration ortho, méta ou para.
L'acide phtalique C6H4(COOH)2, l'anhydride phtalique, l'acide acétylsalicylique et l'acide paraaminobenzoïque sont des exemples de molécules contenant un groupe phénylène avec une configuration déterminée (ortho pour les trois premières, para pour la dernière).
Les groupes phényle –C6H5, benzyle –CH2C6H5 et benzoyle –COC6H5 sont apparentés mais distincts.